# Черни, Франтишек (контрабасист)
Фра́нтишек Че́рни (чеш. František Černý; 23 января 1861, Пардубице — 3 сентября 1940, Прага) — чешский контрабасист, композитор и музыкальный педагог.
Окончил Пражскую консерваторию (1882), затем совершенствовал своё мастерство в Париже, в 1884—1890 гг. играл в составе оркестров Колонна и Ламурё. По возвращении в Прагу в1890-1900 гг. первый контрабас в оркестре Национального театра.
Автор четырёх концертов и одной сюиты для контрабаса с оркестром, камерных сочинений для своего инструмента, в том числе «30 этюдов-каприсов» (1923). В 1900—1931 гг. профессор контрабаса в Пражской консерватории, подготовленный им учебник игры на контрабасе издан в 1906 г. в Лондоне. В 1925—1930 гг. опубликовал несколько мемуарных статей.